# Барабаш Тереза Романівна
Барабаш Тереза Романівна (нар. 29 червня 1984, Львів) — українська художниця, працює в сфері мистецтва текстилю. Випускниця Львівської національної академії мистецтв (кафедра художнього текстилю, 2006 р.). У 2016 р. отримала золоту медаль на Міжнародному трієнале текстилю у Лодзі (Польща) за роботу «Дощ in UA», запрошена до журі наступного трієнале. Дворазова стипендіатка програми «Gaude Polonia» міністра культури й національної спадщини Республіки Польща (2010, 2016). В 2016—2017 створила серію тканин для модельєрки Ольги Петрової-Джексон з Нью-Йорку (США) для колекції одягу Ab[Screenwear].
Працює у техніці текстилю, інсталяції, графіки, ленд-арту.

## Нагороди, відзнаки
- 2008 — Відзнака в номінації «За вишуканість художньої мови» на Всеукраїнській виставці-конкурс «Текстилізм. Текстильний шал VI», Львів
- 2009 — Нагорода в номінації «За найкращу роботу» на Всеукраїнській виставці-конкурс «Текстилізм. Текстильний шал VII», Львів
- 2016 — Золота медаль на 15 Міжнародному трієнале художнього текстилю, Лодзь, Польща[4][2][5][6][7][8]
- 2016 — Нагорода фундації Akapi за найкращий дебют на 15 Міжнародному трієнале художнього текстилю, Лодзь, Польща[4][2][5][6][7][8]